# دلدنورن
دلدنورن (به لاتین: Doldenhorn) یک کوه در سوئیس است که در کانتون برن واقع شده‌است. دلدنورن ۳٬۶۳۸ متر بالاتر از سطح دریا واقع شده‌است.